# 臨時軍事費 (日露戦争)
臨時軍事費（りんじぐんじひ）は、帝国憲法下の日本における軍事に関する会計上の経費。ここでは、日露戦争での臨時軍事費特別会計について解説する。

## 概要
日露戦争の開戦してのち、1904年3月に『陸海軍ニ属スル臨時事件費特別会計法』が帝国議会で成立し、一般会計と区別された臨時軍事費の特別会計が設置され、1903年10月の時局の開始からの、臨時事件費の経費で陸軍省・海軍省に属するものを、戦争（臨時事件）の終結までで一会計年度として処理することとされた。なお、臨時軍事費の枠組みは、帝国憲法の第七十条に基づき、1903年12月の勅令第二百九十一号から開始されていた。この特別会計は1907年3月をもって終結し、一般会計に移されて1915年まで繰り越しで使用された。
総予算額は約17.5億円で、当時の推定国民所得の約26億円にくらべて巨額のものとなった。

## 内訳

### 規模
「臨時軍事費」全体の規模は17億4642万1035.841円にのぼった。第二十回帝国議会での予算を第一次、第二十一回帝国議会のを第二次、第二十二回帝国議会のを第三次とすれば、1903年の勅令によるものが1億5597万1035.841円、第一次予算額が3.8億円、第二次予算額が7億円、明治三十八年の勅裁による予算外支出が6000万円、第三次予算額が4億5045万円であった。

### 財源
財源は約82%を公債・借入金が占めてトップであり、次に主に税収が元である他の会計からの繰入が約15%を占めた。

### 歳出
実際の歳出の総額は15億847万2538円になった。歳出の陸海軍それぞれの比率は、日本海軍に比して日本陸軍は約五倍の歳出であった。また具体的な戦費支出は、物件費が約78%を占め、人件費が約11%でこれに続いた。なお、特別会計の終結後に一般会計に移された額は、1億3724万3733.203円である。

## 海軍の戦備計画

### 予算
日露戦争の戦費を賄うために1904年(明治37年)3月に臨時軍事費特別会計法が公布され、臨時軍事費が設定された。
この臨時軍事費内に艦艇の建造と設備増強などの費用として「艦艇補足費(目)」が設けられた。
この臨時軍事費は臨時事件(この場合は日露戦争)の終局までを1会計年度とする特別会計であり、1906年(明治39年)5月の法律第52号で臨時軍事費は1907年(明治40年)3月31日までの会計とし、予算残額は一般会計に移ることになった。
そして明治40年度(1907年度)以降は(一般会計の)「艦艇補足費(款)」となった。
1910年(明治43年)に計画予算の見直しが行われて建造中の艦艇は建造を継続したが、艦艇補足費は明治43年度で打ち切りとなった。
既存の軍艦製造及建築費(第三期拡張計画)、明治40年度補充艦艇費も同時に打ち切られ、明治44年度(1911年度)以降の艦艇製造関係の予算と併合して新たな予算が編成された(明治44年度軍備補充費)。

### 建造艦艇
艦艇補足費による艦艇建造計画は最終的に以下の通りとなった。
- 戦艦:2隻
- 装甲巡洋艦:4隻
- 二等巡洋艦:3隻
- 通報艦:2隻
- 駆逐艦:28隻
- 一等水雷艇:3隻
- 特号水雷艇(潜水艇):13隻
- 計:55隻

実際に建造された艦艇は以下の通り (括弧でくくられた艦艇は明治43年度末(1911年3月31日)の時点で未起工で明治44年度軍備補充費で建造された艦艇) 。
- 戦艦 2隻: 安芸、薩摩
- 装甲巡洋艦 (一等巡洋艦) 4隻:筑波、生駒、鞍馬、(比叡)
- 二等巡洋艦 (防護巡洋艦) 1隻:利根
- 通報艦 2隻:淀、最上
- 大型駆逐艦 (一等駆逐艦) 1隻:山風
- 中型駆逐艦 (二等駆逐艦) 2隻:桜、(橘)
- 駆逐艦 (三等駆逐艦) 28隻:神風、初霜、弥生、如月、白露、白雪、松風、朝風、春風、時雨、朝露、疾風、追風、夕凪、夕暮、夕立、三日月、野分、潮、子日、響、白妙、初春、若葉、初雪、浦波、磯波、綾波[14]
- 特号水雷艇(潜水艇)13隻:第1、第2、第3、第4、第5、第6、第7、第8、第9、第10、第11、第12、(第13)[14]
- 計:53隻

また計画外として
「臨時軍事費(款)・造船造修費(目)」の差し繰り支弁によって駆逐艦4隻が建造された。
- 卯月、水無月、長月、菊月